# Saint-Jean-Saint-Nicolas
Saint-Jean-Saint-Nicolas é uma comuna francesa na região administrativa da Provença-Alpes-Costa Azul, no departamento de Altos-Alpes. Estende-se por uma área de 37,17 km². Em 2010 a comuna tinha 1 156 habitantes (densidade: 31,1 hab./km²).